# Eucereon patula
Eucereon patula är en fjärilsart som beskrevs av Paul Dognin 1911. Eucereon patula ingår i släktet Eucereon och familjen björnspinnare. Inga underarter finns listade i Catalogue of Life.